# Banská Bystrica (stad)
Banská Bystrica (Duits: Neusohl, Hongaars: Besztercebánya) is een stad in Slowakije met 80.003 inwoners (2011). De stad ligt ongeveer in het geografische centrum van het land aan de rivier Hron, en aan de voet van de Lage Tatra, de Grote Fatra en het Slowaaks Ertsgebergte (Slovenské rudohorie). Banská Bystrica is de hoofdstad van de gelijknamige regio en district, en de Matej Bel-universiteit is er gevestigd.

## Geschiedenis
Banská Bystrica is ontstaan in de negende eeuw. De stad ontving in 1255 van koning Béla IV van Hongarije stadsrechten. Vanuit historisch oogpunt is Banská Bystrica een bekende middeleeuwse mijnbouwstad. De stad heeft de vele waardevolle kunsthistorische monumenten aan die periode te danken. De bevolking van de stad bestond in het verleden uit Duitsers, Slowaken en Hongaren. De laatste groep werd met name aan het eind van de 19e en het begin van de 20e eeuw steeds groter als gevolg van de magyarisatie (verhongaarsing). In 1910 was 49% van de bevolking Hongaars en 41% van de bevolking Slowaaks. De Duitsers vormden toen met 8% van de bevolking een kleine minderheid. Na de vorming van Tsjechoslowakije kreeg de stad haar vrijwel volledig Slowaakse karakter. De Hongaren vormen met 300 personen nu nog een zeer kleine minderheid van de bevolking.

## Herkomst van de naam
De oudst bekende verwijzing naar Banská Bystrica was het Latijnse Noua villa Bystrice prope Lypcham uit 1255, wat nieuwe nederzetting Bystrica nabij Ľupča betekent. In 1263 duikt Besterchebana (Bystrica mijnbouw) voor het eerst op, wat sterk lijkt op de huidige Hongaarse naam van de stad, Besztercebánya. Zowel de huidige Slowaakse (Banská Bystrica) als de Hongaarse variant (Besztercebánya) zijn samengesteld uit het Slowaakse en Hongaarse woord voor mijnbouw, respectievelijk Banská en bánya, en de naam van de beek Bystrica. De toevoeging Banská werd pas in 1773 toegevoegd.
De Duitse naam voor de stad, Neusohl betekent eigenlijk "Nieuw Zvolen", verwijzend naar de nabijgelegen stad Zvolen, die in het Duits eerder Sohl en tegenwoordig Altsohl ("Oud Zvolen") wordt genoemd. De eerste inwoners van Banská Bystrica kwamen uit Zvolen.

## Sport
FK Dukla Banská Bystrica is de betaaldvoetbalclub van Banská Bystrica.

## Partnersteden
| - Alba (Italië), sinds 1967 - Ascoli Piceno (Italië), sinds 1998 - Budva (Montenegro), sinds 2001 - Dabas (Hongarije), sinds 2000 - Durham (Verenigd Koninkrijk), sinds 1967 - Halberstadt (Duitsland), sinds 1998 - Herzliyya (Israël), sinds 1995 - Hradec Králové (Tsjechië), sinds 1967 - Kovačica (Servië), sinds 2002 | - Larissa (Griekenland), sinds 1995 - Montana (Bulgarije), sinds 1995 - Radom (Polen), sinds 2001 - Saint-Étienne (Frankrijk), sinds 2006 - Salgótarján (Hongarije), sinds 1967 - Tarnobrzeg (Polen), sinds 1995 - Toela (Rusland), sinds 1967 - Vršac (Servië), sinds 2004 - Zadar (Kroatië), sinds 1995 |

## Geboren in Banská Bystrica
- Matej Bel (1684-1749), theoloog
- Antal Bartal (1829-1909), lexicograaf, filoloog
- Ján Cikker (1911-1989), componist
- Peter Tomka (1956), ambassadeur en rechter bij het Internationaal Gerechtshof
- Peter Budaj (1982), ijshockeyer
- Ľubomír Guldan (1983), voetballer
- Adam Nemec (1985), voetballer
- Marek Hamšík (1987), voetballer
- Jakub Sylvestr (1989), voetballer
- Andrej Rendla (1990), voetballer
- Richard Gonda (1994), autocoureur

## Openbaar vervoer
In Banská Bystrica ligt aan het Vrijheidsplein (Slowaaks: "Námestie slobody") een trein- en autobusstation.

## Galerij

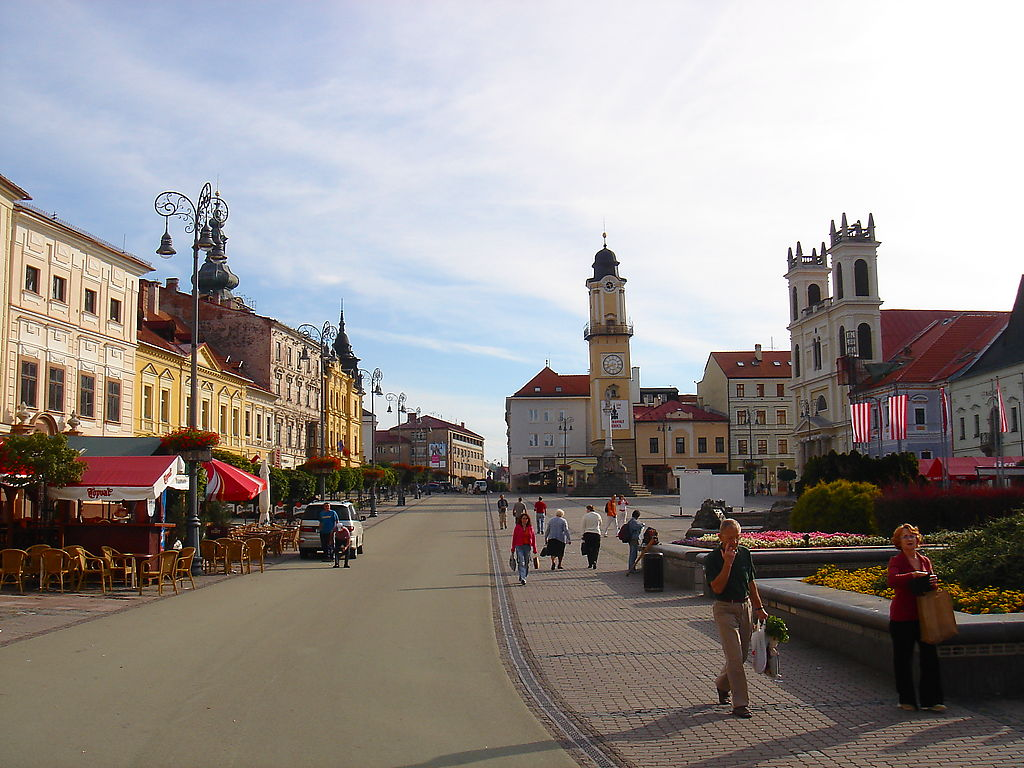
Het plein SNP in het centrum van de stad
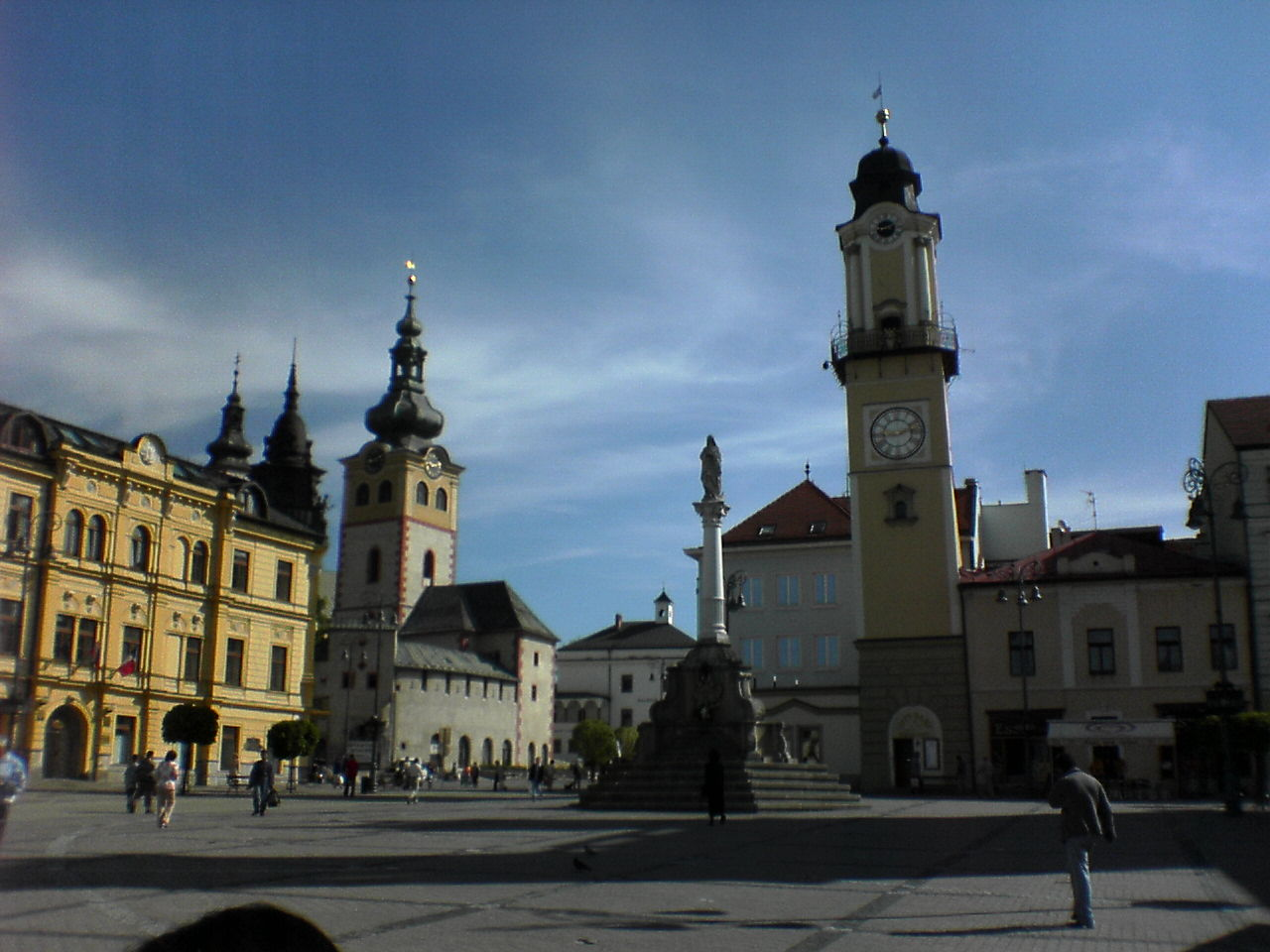
Deel van het plein SNP
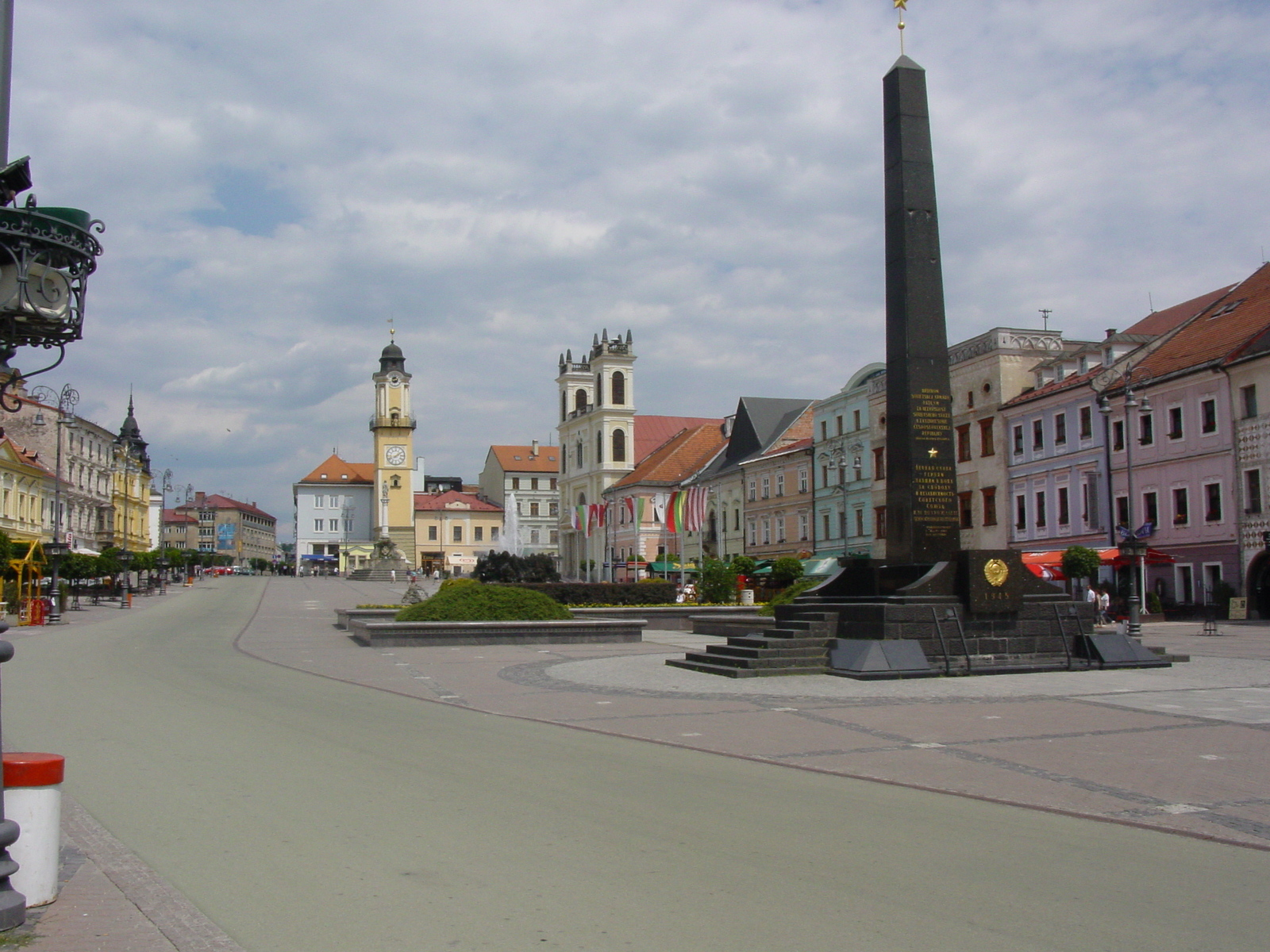